# 信州ガールズ
信州ガールズ（しんしゅうガールズ）は、長野県長野市にある芸能事務所と女子プロレス団体の運営をしている地域活性型の芸能プロダクション組織。コンセプトは「信州発信の頑張る女性に、輝く舞台を!」。キャッチフレーズは「かわいいだけじゃつまらない!」。

## 概要
キャスティングだけでなく「SHINSYU GIRLS COLLECTION」というプロレスと音楽を融合させたイベントを定期的に行っている。INC長野ケーブルテレビの番組「信州美人が行くっ!」は「信州ガールズメンバーがキャラを活かしリポートする地域密着ロケバラエティ」がコンセプトでメンバーがランダムでリポーターを務める番組。

## 歴史
- 2013年2月27日、信州プロレスリングとネオプラス アイスリボン事業部が業務提携を結んで女子プロレス団体「信州ガールズプロレスリング」を設立。
- 4月9日、信州プロレスアリーナで、お披露目イベントを開催[1]。
- 9月8日、松本市総合体育館で旗揚げ戦を開催[2]。
- 2016年8月13日、信州プロレスアリーナ駐車場特設会場で信州プロレスリングとの合同興行「ビアガーデンプロレス」を最後に活動休止状態となる。
- 2018年6月16日、サントミューゼ大会を開催して活動再開。
- 2020年1月26日、組織変更により活動休止。
- 2020年3月19日、山崎（現：山岸朱音）が法人を設立。プロレスだけでなくタレント、モデルを扱う芸能プロダクション組織「信州ガールズ」として活動再開。

## タイトル
- SGP無差別級王座
- SGPタッグ王座

## メンバー
- 楯真由子
- LINDA
- 杏ちゃむ
- 美月彩花
- 内藤未映
- 歌羽
- 月下まみ
- きよか
- 柿原あやか
- みなみ
- Lisapyon♡
- アクトレスSARIA
- 高坂梓
- 平賀みらい
- 登久姫
- りん
- 楠さめ
- 四月一日まゆ
- ちむ
- 稲葉てい子
- 白樺舞踊団
- Lebra

## 歴代メンバー
- 矢部彩女
- 林小雪
- ほのか
- ホクト"鬼嫁"あきこ